# Dogmàtica jurídica
La dogmàtica jurídica és una disciplina pertanyent al Dret, el mètode de la qual es basa en l'elaboració de complexos sistemes de caràcter formal, compostos per dogmes jurídics o tipus. Aquests dogmes han d'extreure del contingut de les normes jurídiques positives, utilitzant l'abstracció, i seguint una sèrie d'operacions lògiques que atorguen a la dogmàtica jurídica un caràcter eminentment  sistemàtic. En contraposició al mètode exegètic, en què la interpretació de la norma es basa en el sentit de les paraules reflectides en el dret positiu, el mètode dogmàtic s'até als principis doctrinals com a mitjà principal per interpretar el sentit de la norma jurídica.

## Sistematització
Una de les tasques principals de la dogmàtica jurídica consisteix en sistematitzar el dret, és a dir, elaborar un sistema normatiu ordenat i exhaustiu que identifica les normes aplicables i relaciona cada cas genèric amb una conseqüència jurídica. Aquesta tasca facilita la resolució dels problemes normatius, la detecció de llacunes i d'antinòmies normatives.